# とかげ座4番星
とかげ座4番星（とかげざ4ばんせい、4 Lacertae）は、北天のとかげ座の方角1900光年の位置にある一重星である。視等級は4.55で、裸眼で白色に見える。日心視線速度-26 km/sで地球に近づいており、とかげ座OB1アソシエーションの一員であると考えられている。
スペクトル分類A0 Ibの超巨星で、表面には核内のCNOサイクルで作られた物質が存在する証拠が見られる。質量は10太陽質量、年齢は約2500万歳、大きさは約59太陽半径と推定される。約2500万歳で、28 km/sの投影速度で自転している。